# John Hamlin Folger
John Hamlin Folger, född 18 december 1880 i Surry County, North Carolina, död 19 juli 1963 i Forsyth County, North Carolina, var en amerikansk politiker (demokrat). Han var ledamot av USA:s representanthus 1941–1949. Han var bror till Alonzo Dillard Folger som också var kongressledamot.
Folger efterträdde 1909 Jesse H. Prather och efterträddes 1911 av W.G. Sydnor som borgmästare i Mount Airy.
Brodern Alonzo Dillard Folger omkom 1941 i en bilolycka. John Hamlin Folger efterträdde sedan sin bror i representanthuset. År 1949 efterträddes han i sin tur som kongressledamot av Thurmond Chatham.
John Hamlin Folger är begravd på Oakdale Cemetery i Mount Airy i North Carolina.